# Wieslaufschlucht und Edenbachschlucht
Das Naturschutzgebiet Wieslaufschlucht und Edenbachschlucht liegt auf dem Gebiet der Gemeinden Kaisersbach und Rudersberg und der Stadt Welzheim im Rems-Murr-Kreis in Baden-Württemberg.

## Lage
Das Gebiet erstreckt sich nordwestlich und westlich der Kernstadt Welzheim entlang der Wieslauf und des Edenbaches und entlang der Landesstraße L 1080. Östlich verläuft die L 1150.

## Schutzzweck
Es handelt sich um tief eingeschnittene Schluchten mit natürlichen geologischen Aufschlüssen und Felsbildungen als eindrucksvolle erdgeschichtliche Erscheinungen und als naturnahe Lebensräume.
Wesentlicher Schutzzweck ist die Erhaltung der Schluchten mit ihren geologischen Aufschlüssen und Felsbildungen als wissenschaftlich bemerkenswerte erdgeschichtliche Erscheinungen und als naturnahe Lebensräume der in den Keuperklingen und ihren Gewässern heimischen Pflanzen- und Tiergesellschaften. 